# Mineralwolle Keymark
Die Mineralwolle Keymark  ist ein Qualitätszeichen für Mineralwolle-Dämmstoffe auf der Grundlage europäischer Normen. Das Zertifizierungsprogramm basiert auf regelmäßigen Produkt- und Produktionsprüfungen durch unabhängige, akkreditierte Institute.
Keymark ist das am weitesten verbreitete Qualitätszeichen für Mineralwolle-Dämmstoffe in Deutschland. Es wird von allen großen Mineralwolle-Herstellern genutzt.

## Vergabe
Keymark wird von DIN CERTCO, einem gemeinsamen Unternehmen des TÜV Rheinland und des Deutschen Instituts für Normung (DIN), vergeben. Grundlage für Keymark ist eine Vereinbarung der EU-Kommission und CEN, dem Europäischen Komitee für Normung.
Bevor die Mineralwolle-Dämmstoffe mit Keymark gekennzeichnet werden, findet eine erstmalige Überprüfung der Produkte, die sogenannte Product Type Determination (PTD) statt. Hierbei werden alle Produkteigenschaften aus der jeweiligen Leistungserklärung überprüft.
Nach der Erstzertifizierung werden alle Eigenschaften aus der Leistungserklärung jährlich von unabhängigen Laboratorien getestet. Eine Kontrolle der Produktion findet zwei Mal jährlich und ebenfalls unabhängig statt.
Folgende Institute sind akkreditiert, um die Mineralwolleprodukte und -produktion nach Keymark-Standards zu prüfen:
- Materialprüfanstalt für das Bauwesen Hannover (MPA Bau)
- Materialprüfungsamt Nordrhein-Westfalen (MPA NRW)
- Materialprüfungsanstalt Stuttgart (MPA Stuttgart)
- Forschungsinstitut für Wärmeschutz e.V. München (FIW)

## Verhältnis Keymark und Übereinstimmungszeichen
Keymark kann weltweit von jedem Mineralwolle-Produzenten beantragt werden. Rein nationale Verwendbarkeits- und Übereinstimmungsnachweise hingegen, wie das sogenannte Ü-Zeichen, sind für harmonisierte Bauprodukte ab Oktober 2016 nicht mehr zulässig. Das hat auch ein Urteil des Europäischen Gerichtshofs vom 16. Oktober 2014 Rechtssache C-100/13 festgestellt. Davon betroffen sind alle Bauprodukte, die einheitlichen europäischen Regelungen unterliegen.

## Verhältnis Keymark und CE-Zeichen
Damit ein Produkt aus Mineralwolle in Deutschland verkauft und beim Bau eingesetzt werden darf, reicht allein das bereits bestehende CE-Zeichen aus.
Im Gegensatz zu Ü-Zeichen oder beispielsweise Keymark, ist das CE-Zeichen jedoch kein Qualitätszeichen. Regelmäßige und unabhängige Qualitäts-Test fordert das CE-Zeichen nach der europäischen Norm DIN EN 13162 nicht. Es ist lediglich eine Selbsterklärung der Hersteller. Bei Mineralwolleprodukten wird allerdings die Nichtbrennbarkeit auch im Rahmen des CE regelmäßig in unabhängigen akkreditierten Laboren überprüft.